# Miconia rigida
Miconia rigida är en tvåhjärtbladig växtart som först beskrevs av Olof Swartz, och fick sitt nu gällande namn av José Jéronimo Triana. Miconia rigida ingår i släktet Miconia och familjen Melastomataceae. Inga underarter finns listade i Catalogue of Life.